# Protuberella borealis
Protuberella borealis — вид грибів, що належить до монотипового роду Protuberella.